# Chlamydatus ruficornis
Chlamydatus ruficornis är en insektsart som beskrevs av Knight 1959. Chlamydatus ruficornis ingår i släktet Chlamydatus och familjen ängsskinnbaggar. Inga underarter finns listade i Catalogue of Life.